# Літтон (Британська Колумбія)
Літтон (англ. Lytton) — селище у провінції Британська Колумбія, Канада. Розташоване в округу Томпсон-Нікола. Літтон знаходився на шляху золотої лихоманки каньйону Фрейзера в 1858 році. Того ж року Літтон був названий на честь Едварда Булвера-Літтона, британського колоніального міністра та прозаїка. Протягом багатьох років Літтон був зупинкою на основних транспортних маршрутах, а саме на Річковій стежці з 1858 року, дорозі Карібу в 1862 році, Канадській тихоокеанській залізниці в 1880-х, Карібуйському шосе в 1920-х і Трансканадському шосе в 1950-х. Після будівництва шосе Кокіхалла в 1987 році селище втрачає значення як транспортний вузол.
30 червня 2021 року, на наступний день після того як у Літтоні було зафіксовано найвищу за історію метеорологічних спостережень температуру +49,6 °C (121,3 °F), селищі постраждало від руйнівної пожежі. Місцеві жителі були евакуйовані, проте, за словами місцевого депутата Бреда Віс,  90% села згоріло.

## Клімат
У Літтоні переважає сухий літній теплий літній вологий континентальний клімат (за Кеппеном: Dsb, що межує з Dsa), або теплий літній середземноморський клімат (за Кеппеном: Csb, що межує з Csa). Під час літньої спеки Літтон часто є найгарячішим місцем у Канаді, незважаючи на те, що знаходиться на північ від 50 ° північної широти. Через сухе літнє повітря та відносно низьку висоту влітку вдень температура в тіні часто досягає +35°C і вище. У Літтон зафіксовано рекордну для Канади температуру — 49,6 °C (121,3 °F) 29 червня 2021 року, після того, як протягом попередніх днів уже було побито рекорди. Це найвища у світі температура, коли-небудь зафіксована на північ від 45° пн.ш., найвища температура коли-небудь зафіксована у Канаді та США за межами чотирьох штатів Південно-Заходу Пустелі, і вища за рекордно високі температури, коли-небудь зафіксовані в Європі чи Південній Америці.
Найхолодніша ж температура, коли-небудь зафіксована в Літтоні складає -31.7°C 18 січня 1950 р.
| Клімат Літтона                             | Клімат Літтона | Клімат Літтона | Клімат Літтона | Клімат Літтона | Клімат Літтона | Клімат Літтона | Клімат Літтона | Клімат Літтона | Клімат Літтона | Клімат Літтона | Клімат Літтона | Клімат Літтона | Клімат Літтона |
| Показник                                   | Січ.           | Лют.           | Бер.           | Квіт.          | Трав.          | Черв.          | Лип.           | Серп.          | Вер.           | Жовт.          | Лист.          | Груд.          | Рік            |
| Абсолютний максимум, °C                    | 16,5           | 18,3           | 24,7           | 33,9           | 40,4           | 49,6           | 44,4           | 41,8           | 38,7           | 29,9           | 22,8           | 17,8           | 44,4           |
| Середній максимум, °C                      | 2,3            | 5,5            | 11,5           | 16,2           | 20,3           | 24,3           | 27,8           | 28,4           | 22,6           | 14,6           | 5,8            | 0,3            | 15,0           |
| Середня температура, °C                    | −0,7           | 1,7            | 6,3            | 10,3           | 14,4           | 18,4           | 21,2           | 21,6           | 16,2           | 9,8            | 2,9            | −2,5           | 10,0           |
| Середній мінімум, °C                       | −3,7           | −2,1           | 1,0            | 4,3            | 8,5            | 12,4           | 14,5           | 14,7           | 9,7            | 5,1            | −0,1           | −5,4           | 4,9            |
| Абсолютний мінімум, °C                     | −31,7          | −25            | −21,1          | −7,8           | −3,9           | 4,4            | 6,1            | 6,7            | −2,2           | −18,1          | −27,7          | −30,6          | −31,7          |
| Середня кількість сонячних годин на місяць | 56,0           | 81,6           | 143,0          | 186,7          | 224,2          | 243,8          | 265,2          | 244,2          | 182,0          | 121,8          | 55,7           | 48,1           | 1852,2         |
| Норма опадів, мм                           | 58.7           | 43.2           | 31.2           | 20.8           | 20.6           | 17.8           | 18.7           | 25.4           | 29.0           | 41.2           | 60.3           | 63.9           | 430.6          |
| Днів з опадами                             | 11,5           | 10,5           | 8,8            | 7,2            | 8,6            | 7,2            | 6,4            | 6,4            | 7,6            | 10,5           | 13,0           | 12,1           | 109,6          |
| Днів з дощем                               | 7,8            | 7,9            | 8,2            | 7,2            | 8,6            | 7,2            | 6,4            | 6,4            | 7,6            | 10,3           | 11,0           | 5,8            | 94,2           |
| Днів зі снігом                             | 5,5            | 3,6            | 1,6            | 0,0            | 0,0            | 0,0            | 0,0            | 0,0            | 0,0            | 0,4            | 3,5            | 8,1            | 22,7           |
| Вологість повітря, %                       | 72.4           | 62.0           | 47.7           | 38.3           | 37.0           | 34.5           | 33.7           | 31.9           | 40.2           | 55.7           | 71.5           | 76.3           | 50.1           |
| ------------------------------------------ | -------------- | -------------- | -------------- | -------------- | -------------- | -------------- | -------------- | -------------- | -------------- | -------------- | -------------- | -------------- | -------------- |
| Джерело: Міністерство довкілля Канади      |                |                |                |                |                |                |                |                |                |                |                |                |                |

## Зовнішні посилання
- Офіційний сайт [Архівовано 17 липня 2012 у Wayback Machine.] (англ.)
- Stein Valley Park (BC Parks) (англ.)